# Das Mädchen mit dem Zauberhaar
Das Mädchen mit dem Zauberhaar (japanisch マイマイ新子と千年の魔法 Maimai Shinko to Sennen no Mahō, deutsch ‚Maimai Shinko und die jahrtausendealte Magie‘), auch Mai Mai Miracle, ist ein Anime des Studios Madhouse veröffentlicht im Jahr 2009 von Shōchiku. Der deutsche Herausgeber ist die Universum Film GmbH. Die Regie führte und das Drehbuch schrieb Sunao Katabuchi, basierend auf der Autobiografie Maimai Shinko von Nobuko Takagi.

## Handlung
Die neun Jahre alte Shinko lebt im Jahre 1955 im Dorf Hōfu in Japan. Inspiriert durch die Geschichten ihres Großvaters Kotarō über die Vergangenheit des Ortes als Hauptstadt der Provinz Suō in der Heian-Zeit träumt sie sich zurück in die Zeit vor tausend Jahren. Sie glaubt, dass sie sich durch die magischen Kräfte ihres Haarwirbels dorthin zurückversetzen kann. Zu jener Zeit lebte dort die gleichaltrige Prinzessin Nagiko Kiyohara, Tochter des Gouverneurs Kiyohara no Motosuke. Shinko stellt sich vor, wie einsam Nagiko in ihrem Palast gewesen sein muss und dass sie sich eine Spielgefährtin wünschte. Parallel dazu trifft in der Gegenwart eine neue Schülerin, die schüchterne Kiiko Shimazu aus Tokio, in ihrer Klasse ein. Die Tochter eines alleinerziehenden Arztes wohnt in der neuen Fabriksiedlung. Beide freunden sich an und spielen zusammen mit Shinkos Schwester Mitsuko und den anderen Kindern des Dorfes. Rote Papierschnipsel, die Nagiko in den Bach wirft, tauchen als Goldfisch, mit dem die Kinder in einem selbst angestauten See spielen, in der Gegenwart wieder auf. Dem etwas älteren Tatsuyoshi hilft Shinko bei der Vergeltung für den Selbstmord seines Vaters – eines Polizisten – und Kiiko hilft sie, einen Goldfisch zu finden, der die Wiedergeburt des Goldfisches sein könnte, den diese versehentlich mit Parfum vergiftet hatte. In der anderen Zeitebene findet Nagiko – diesmal in Kiikos Traum – in der Untergebenen Chifuru eine heimliche Freundin. Am Ende zieht Shinko, nachdem ihr Großvater gestorben ist, mit ihrer Familie zum Vater nach Yamaguchi.

## Hintergrund
Der Film feierte seine Premiere am 15. August 2009 beim 62. Internationalen Filmfestival von Locarno.
Kodomo no Sekai (こどものせかい) von Kotringo wird während des Abspanns gespielt.
Der historische Teil des Films basiert zum Teil auf dem Kopfkissenbuch von Sei Shōnagon.
Eine stilistische Besonderheit des Films ist, dass die Sequenzen, die sich Shinko ausdenkt, von Kinderzeichnungen eingeleitet werden.

## Synchronisation
| Rolle             | Japanischer Synchronsprecher (Seiyū) | Deutscher Synchronsprecher |
| ----------------- | ------------------------------------ | -------------------------- |
| Shinko Aoki       | Mayuko Fukuda                        | Berfin-Rana Caska          |
| Kiiko Shimazu     | Nako Mizusawa                        | Johanna Hintze             |
| Nagiko            | Ei Morisako                          | Gundi Eberhard             |
| Nagako Aoki       | Manami Honjō                         | Soraya-Antoinette Richter  |
| Mitsuko Aoki      | Tamaki Matsumoto                     | Valentina Bonalana         |
| Kotarō Aoki       | Keiichi Noda                         | Uli Krohm                  |
| Tatsuyoshi Suzuki | Shōma Egami                          | Patrick Baehr              |

## Rezeption
„‚Mai Mai Miracle‘ ist die perfekte Umsetzung der literarischen Vorlage ‚Maimai Shinko‘ (2004) von Nobuko Takagi […].“

„Liebevoll animierte und tiefgründige Erzählung über eine Kindheit zwischen Freud und Leid. Fazit: Bittersüßes Anime in schönen Bildern.“

„Regisseur Sunao Katabuchi (‚Black Lagoon‘) schildert das Heranwachsen in einer Zeit des Wandels, die auch schmerzliche Ereignisse mit sich bringt, aus der Perspektive der Kinder und greift dabei auf innovative Techniken und ungewöhnliche Blickwinkel für die Gestaltung seines wunderbar animierten Films zurück.“

„Sunao Katabuchi […] gelingt es in seinem Anime nach dem autobiografischen Roman von Nobuko Takagie mit einem sehr guten Gespür für Atmosphäre von der Freundschaft und der Kraft der Fantasie zu erzählen. Allerdings folgt sein Film keinem großen Handlungsbogen, sondern reiht eher kurze Episoden nebeneinander. […] Die kleinen Momente, die einzelnen Szenen […] bringen die jeweiligen Themen mit einer poetischen Bildsprache auf den Punkt und lassen die beiden Freundinnen vertraut und lebendig werden. Geradezu meisterhaft bindet Katabuchi auch ernste Themen wie Verlust, Tod und Abschied ein. […]“

## Auszeichnungen
Der Film war für den vierten Asia Pacific Screen Award for Best Animated Feature Film nominiert.
Er hat den Audience Award for Best Animated Feature und den BETV Award for Best Animated Feature beim Anima-Trickfilmfestival in Brüssel 2010 gewonnen.
Er hat außerdem den Best Animated Feature Film-Preis beim Fantasia Film Festival 2010 in Montréal gewonnen.
Der Film hat auch den Excellence Prize for Feature Length Animation beim Japan Media Arts Festival 2010 gewonnen.